# Piatto sospeso

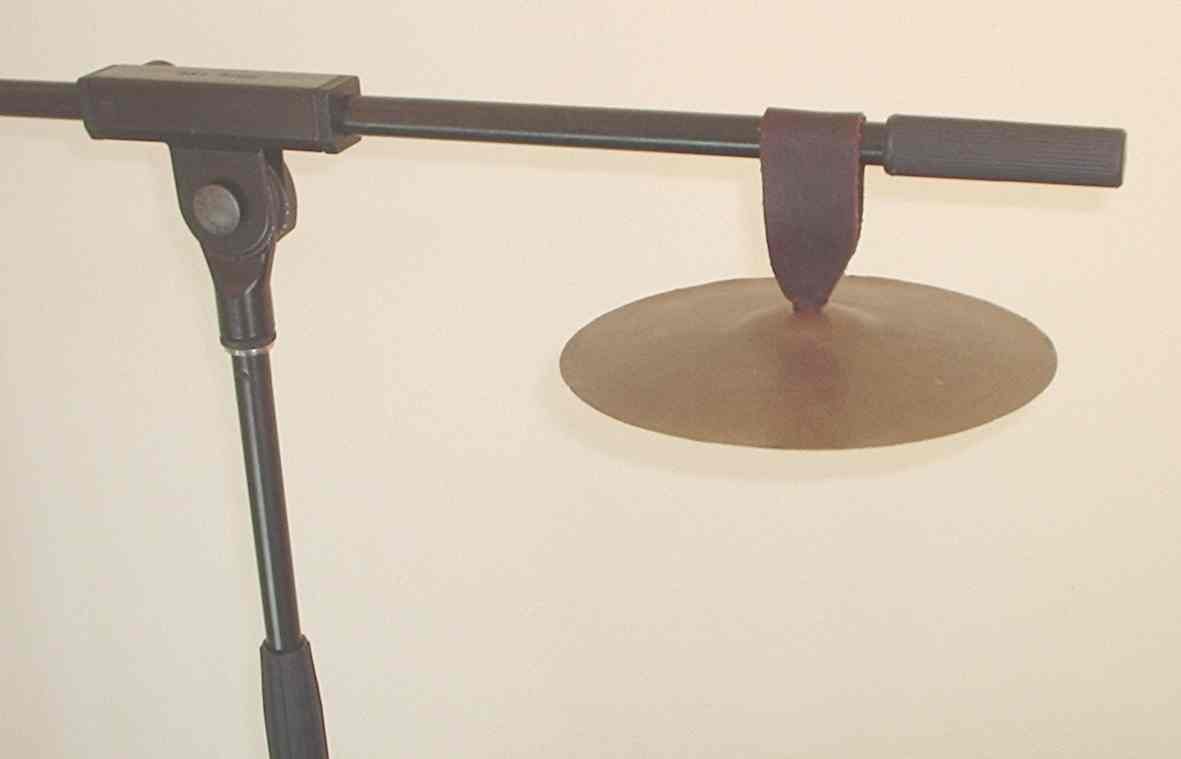
Classico piatto sospeso

Un piatto sospeso è un singolo piatto suonato con un bastoncino o una mazzuola anziché colpito contro un altro piatto. Le abbreviazioni inglesi comuni utilizzate sono "sus. cym." o "sus. cymb". (con o senza punto). La maggior parte delle batterie contiene almeno due piatti sospesi: un piatto crash e un piatto ride.

## Storia
Il termine deriva dall'orchestra moderna, in cui il termine piatti normalmente si riferisce a una coppia di piatti orchestrali. I primi piatti sospesi usati nell'orchestra moderna erano uno di una coppia di piatti orchestrali, sostenuti da una campana appesa verso l'alto (cioè con una concavità che aperta verso il basso) per la cinghia. Questa tecnica è ancora utilizzata, a volte, ma è stata in gran parte sostituita da piatti specializzati con fori di montaggio più grandi che possono essere montati su un supporto per piatti.
Occasionalmente il termine piatto sospeso è ancora usato nel senso originale di uno di una coppia di piatti orchestrali appesi alla sua cinghia e questo è l'uso negli spartiti più vecchi e può essere il desiderio di suonarli dei direttori moderni. È essenziale verificarlo prima di impegnarsi in una particolare tecnica.
D'altra parte alcune orchestre ora vietano l'uso dei piatti in questo modo. I piatti sottili sono particolarmente soggetti a danni se suonati energicamente con una mazzuola.

## Tecnica
In un set orchestrale i piatti sospesi sono spesso usati per un rullato crescendo o per un aumentando. Per fare questo, il percussionista usa un rullo a colpo singolo sul bordo esterno del piatto, usando una mazzuola morbida, una su ciascun lato. La terminologia più comunemente usata per descrivere questa tecnica è un rullo su piatto sospeso. A volte una partitura richiede anche di colpire il piatto con una bacchetta o di raschiarlo con una bacchetta da triangolo. Altre tecniche utilizzano l'arco di un contrabbasso, da strisciare lentamente attraverso il bordo esterno del piatto. Questa tecnica darà un suono molto acuto, inquietante, particolarmente utile nella musica per film. Un'altra tecnica meno conosciuta è quella di posizionare un piatto sospeso capovolto sopra un timpano. Il timpanista è incaricato di eseguire il rullo ad lib sul piatto sospeso mentre si sposta il pedale del timpano su e giù come glissando. Il compositore cinematografico Danny Elfman ha fatto grande uso di questa tecnica, che deve essere eseguita in un ambiente orchestrale più "trasparente" per essere udita.
Altri compositori useranno una campionatura, o una registrazione del piatto colpito da una mazzuola con un lungo decay naturale. Suoneranno quindi quel segmento all'indietro, quindi l'effetto sentito è un crescendo a un netto taglio del suono. Questo è usato con grande effetto per film e musica pop e anche per punteggiare scene in molti cosiddetti reality show televisivi.

## Altri usi
In una batteria, quasi tutti i piatti utilizzati sono piatti sospesi in senso lato, le principali eccezioni sono le coppie di piatti piatti hi-hat.